# Terengganu
Terengganu este un stat al Malaysiei, situat pe coasta de est a țării. Denumirea oficială a statului este: Terengganu Darul Iman, iar în alfabet jawi: ترڠڬانو دار الإيما

## Istoria
Cea mai veche inscripție găsită în peninsula Malacca este așa numita «piatră din Terengganu». Datată din anul 1303 după Hristos, ea poartă un fragment de text juridic în limba malaysă, redactat în scriere jawi. 
Numele de Terengganu este atestat din secolul al XIV-lea după Is.Hr.

## Șeful statului
În prezent (2008), șeful statului este Maiestatea Sa Sultanul Mizan Zainal Abidin, care, în același timp, este și regele Malaysiei. 

## Împărțirea administrativă
Sultanatul Terengganu este împărțit în șapte districte, și anume:
Dungun (Kuala Dungun), Besut (Kampung Raja), Setiu (Bandar Permaisuri), Kemaman (Chukai), Marang (Bandar Marang), Hulu Terengganu (Kuala Berang), Kuala Terengganu (Kuala Terengganu).